# Georges Malkine
Georges Alexandre Malkine (10. oktober 1898 – 22. marts 1970) var en fransk maler og filmskuespiller, tilknyttet den surrealistiske gruppe omkring André Breton. Georges Malkine var den eneste maler på den liste af surrealistiske kunstnere som Breton offentliggjorde i Manifeste du surréalisme 1924; de andre navne var hovedsageligt digtere.
Malkine var søn af Jacques Malkine og Ingeborg Magnus, begge musikere. Faderen var russer, moderen dansk. Malkine indledte sit nære venskab med Robert Desnos i 1922 og i årene fra 1924 – 27 koncentrerede han sig tilstrækkeligt om maleriet til at kunne udstille i Galeries Surréalistes i 1927. Næsten alle værkerne på denne udstilling blev solgt, men, i overensstemmelse med den surrealistiske ideologi, bevirkede denne kommercielle succes at Malkine vendte sig mod andre aktiviteter. "Successen stimulerede ham ikke, den gjorde ham konsterneret" 
Efter nogle rejseår blev Malkine fra 1932 filmskuespiller, men i 1948 flyttede han til USA, blev familiefar og helligede sig denne rolle indtil 1966 hvor han flyttede tilbage til Paris for igen at male og udstille. Fra denne sidste periode stammer nogle af hans mest kendte billeder, nemlig serien "Demeures".